# 第346歩兵師団 (ベトナム陸軍)
第346歩兵師団（Sư đoàn 346 bộ binh）は、ベトナム人民軍（陸軍）の師団の1つ。元は後方警備担当の生産師団であり、他部隊に比し練度が低く、中越戦争時に一時壊滅した。

## 歴史
- 1976年末 - 第1軍区第346経済建設連隊を基盤に、河宣省宣光地区において編成。一種の経済建設師団であり、編成時には、第246連隊しか有さなかった。初代師団長黄便山大佐
- 1978年2月 - 歩兵師団に改編
- 1978年6月 - 第677歩兵連隊、第851歩兵連隊が編入され、カオバン省に移動
- 1978年11月 - 第188砲兵連隊創設
- 1979年2月 - 中越戦争時、第346師団は壊滅的打撃を受けた。朔江を防衛していた第246連隊は壊滅し、政治委員、副政治委員が戦死し、第1大隊教導員が捕虜となった。茶災を防衛していた第677連隊は、わずか200人しか残らなかった。カオバン以北を防衛していた第851連隊は、配下の第8大隊が全滅した。第188砲兵連隊では、副連隊長が戦死した。戦後、補充を受け、新編の第8軍（北坡兵団、後に第26軍に改称）に編入された。
- 1980年後半 - 1個戦車大隊と1個SA-7防空ミサイル小隊が新設された。

## 編制
- 第246歩兵連隊（Trung đoàn 246 bộ binh）
- 第677歩兵連隊（Trung đoàn 677 bộ binh）
- 第851歩兵連隊（Trung đoàn 851 bộ binh）
- 第188砲兵連隊（Trung đoàn 188 pháo binh）